# Арапаймові
Арапаймові (Arapaimidae) — родина араваноподібних риб. Іноді розглядається як підродини Arapaiminae родини араванових (Osteoglossidae).

## Поширення
Рід Arapaima поширений в басейні річок Амазонка та Ессекібо, а єдиний вид з роду Heterotis зустрічається в Західній Африці.

## Опис
Арапаїма (Arapaima gigas) є однією з найдовших прісноводних риб світу, сягаючи до 3 м завдовжки, в той час як африканська Heterotis niloticus не перевищує одного метра завдовжки. Від араванових відрізняється круглим у перетині тілом (проти сплющеного з боків), відсутністю вусиків та меншою кількістю зябрових променів (від 7 до 11).

## Класифікація
Включає 6 сучасних видів у двох родах:
- Heterotis Rüppell 1829 ex Ehrenberg 1836
  - H. niloticus (Cuvier, 1829)
- Arapaima Müller 1843
  - A. agassizii (Valenciennes, 1847)
  - A. gigas (Schinz, 1822)
  - A. leptosoma Stewart, 2013
  - A. mapae (Valenciennes, 1847)

Викопні роди
- †Arapaimidarum
- †Heterotidinarum Nolf, Rana & Prasad 2008
- †Thrissopterus Heckel 1856
- †Joffrichthys? Li & Wilson 1996
- †Sinoglossus? Su 1986